# C7H7FO
化学式C7H7FO（摩尔质量：142.59 g/mol）可能指：
- 氟苯甲醚
  - 2-氟苯甲醚，CAS号：321-28-8 
  - 3-氟苯甲醚，CAS号：456-49-5 
  - 4-氟苯甲醚，CAS号：459-60-9
- 氟苯甲醇
  - 2-氟苯甲醇，CAS号：446-51-5 
  - 3-氟苯甲醇，CAS号：456-47-3 
  - 4-氟苯甲醇，CAS号：459-56-3

|  | 这个同类索引页列出了具有相同分子式的化学物（即同分異構體）条目。 除非您是有意链接至本页，否则应将相应条目的内部链接指向正确的条目。 |